# Калят-ель-Андалус
Калят-ель-Андалус (араб. قلعة الأندلس) — місто в Тунісі. Входить до складу вілаєту Ар'яна. Станом на 2004 рік тут проживало 15 313 осіб.